# Museo de la comunidad de Windsor
El museo de la comunidad de Windsor es un museo histórico situado en Windsor, Ontario, Canadá, que muestra un pasado rico y colorido de la ciudad. Está situado en la histórica Casa de François Baby, construido en 1812 por François Baby, un prominente franco-canadiense (que ahora se señala como un sitio histórico nacional).
El museo fue originalmente llamado el Museo Histórico Hiram Walker debido a la gran cantidad de dinero donado por el Hiram Walker and Sons Limited para la restauración de la Casa Baby. En 1991 el nombre del museo fue cambiado a la Casa François bebé: Museo Comunitario de Windsor, en un intento de aliviar la confusión entre el Museo y la Sociedad Hiram Walker Brewing Company. Además, el nombre no reflejaba con exactitud el objetivo del museo o propósito. Finalmente, en 1996 el Museo recibió su nombre actual.
El edificio ahora contiene más de 15 000 objetos y documentos que tienen especial importancia para la historia de Windsor y el mayor condado de Essex, en la región de Ontario. El museo fue fundado originalmente en 1958 por el historiador local y comerciante, George Macdonald Fortune (1877-1959) y ahora es administrado por la ciudad de Windsor. El Museo también dirige y opera el Centro de Interpretación situado detrás de la casa de bebés Duff. Este edificio en particular se utiliza principalmente para programas educativos.